# جمانكي
ناحية جه مانكى
جه مانكى هي إحدى النواحي التابعة لمحافظة دهوك في اقليم كردستان العراق وتعتبر من المصائف المعروفة في العراق وتقع على الطريق الرئيسي الذي يربط مركز قضاءالعمادية بمركز المحافظة وتبعد عن مركز المحافظة بـ 18 كم وترتفع عن سطح البحر بـ 1200 متر حيث تقع المدينة اسفل جبل كاره والذي بنى عليه الرئيس العراقي التسبق صدام حسين مجموعة من قصوره الرئاسية والتي تم تدميرها بعد حرب الخليج الثانية.
ومساحتها (750)كم وعدد قراها (53) دمرت معظمها قبل وأثناء عمليات الانفال السيئة السيط، وبعد حرب الخليج الثانية وانشاء المنطقة الامنة من قبل قوات التحالف الدولية وومتيجة انسحاب الإدارة المركزية من مناطق اقليم كوردستان، قامت حكومة الإقليم باعادة بناء اغلب القرى التابعة لهذه الناحية وخاصة بعد سقوط نظام الحكم في العراق سنة 2003، وسكان جه مانكى هم خليط من القادمين من القرى المجاورة .
توجد في الناحية أغلب الدوائر الخدمية موزعة في مركز الناحية ومجمعاتها وقراها .